# Gregory John Mansour
Gregory John Mansour (ur. 11 listopada 1955 we Flint) – amerykański duchowny maronicki, od 2004 eparcha eparchii św. Marona w Brooklynie. 

## Życiorys
Święcenia kapłańskie przyjął 18 września 1982 w eparchii św. Marona. Po święceniach został proboszczem w Uniontown, zaś od 1987 odpowiadał za formację diakonów i subdiakonów. Po podziale eparchii w 1994 został inkardynowany do nowo powołanej eparchii Matki Boskiej Libańskiej w Los Angeles i rozpoczął pracę jako jej wikariusz generalny.
10 stycznia 2004 został powołany na urząd eparchy Brooklynu, sakry udzielił mu 2 marca 2004 kardynał Nasrallah Piotr Sfeir, maronicki patriarcha Antiochii, zwierzchnik całego Kościoła maronickiego. 27 kwietnia 2004 odbył ingres do katedry maronickiej na Brooklynie.